# أحمد محمد زويل
أحمد محمد زويل روائي مصري. ولد في الأول من نوفمبر عام 1994 في الإسكندرية/مصر. وصدرت له العديد من الأعمال، دخل عالم الأدب الروائي في عام 2015 بنشر رواية «التوابع» عن دار حسناء للنشر. واستمر بنشر الأعمال الروائية والقصص والقصيرة.
في عام 2016 نشرت روايته الثانية الورقية «نصف ظل» عن دار حسناء للنشر وحققت نجاحاً في معرض الإسكندرية للكتاب.

## الأعمال
- رواية «التوابع» دار حسناء للنشر. 2015
- رواية «شهريار» نشر إليكتروني. 2015
- رواية «نصف ظل» دار حسناء للنشر. 2016
- رواية «حُضن عزرائيل» دار الراوي للنشر. 2017